# Adalbert de Bohême
Adalbert de Bohême (en tchèque : Vojtěch), né en 1145 et mort le 8 avril 1200 à Salzbourg, fut archevêque de Salzbourg de 1168 à 1177 et à nouveau de 1183 jusqu'à sa mort. Son règne fut marqué par le différend avec l'empereur Frédéric Barberousse.

## Biographie
Vojtěch, baptisé sous le nom d'Adalbert en souvenir de son homonyme saint Adalbert de Prague, était le fils cadet du duc Vladislav II de Bohême et de sa première épouse Gertrude de Babenberg, fille du margrave Léopold IV d'Autriche. Son père se révéla un serviteur fidèle de l'empereur Frédéric, qui lui accorde le titre de roi de Bohême en 1158. 
Adalbert a commencé sa carrière ecclésiastique au monastère de Strahov près de Prague. Le 28 septembre 1168, il fut élu, sous-diacre encore, comme successeur de son oncle maternel Conrad II de Babenberg à l'archevêché de Salzbourg sous le nom d'Adalbert III. Après son arrivée à Salzbourg, il a été intronisé le 1er novembre. Il fut consacré par Ulrich II de Treven, patriarche d'Aquilée, le 15 mars 1169 et a obtenu le pallium par le pape Alexandre III peu après. 
N'ayant pas demandé l'investiture de l'empereur qui le soupçonnait de prendre le parti de son clergé très favorable à la papauté, il encourut la colère de Frédéric Barberousse. L'empereur ne voulut pas l'admettre en sa présence à la diète de Bamberg à la Pentecôte le 8 juin 1169, où il s'était rendu en compagnie de son père. Lorsque se répandit l'annonce de l'arrivée de Frédéric, Adalbert renonça à son siège et se retira quelque temps à l'abbaye d'Admont en Styrie. Un peu plus tard, toutefois, il reprit ses fonctions et essayait à se faire des alliés. En 1171, un réunion de conciliation à la médiation de l'archevêque Wichmann de Magdebourg  échoue.
En mai 1174, la diète de Ratisbonne présidée par l'empereur le déposa formellement et fit nommer Henri, prévôt de Berchtesgaden, son successeur. Le pape déclara cette élection nulle et cita Adalbert III à Venise pour se défendre devant son tribunal. Néanmoins, lors de la paix de Venise, Frédéric finit par s'imposer : Adalbert dut renoncer à son siège et céder la place le 9 août 1177 à Conrad III de Wittelsbach. Il se retira à la résidence d'Ulrich de Treven à Aquilée et, plus tard, retourna en Bohême pour devinir prévôt à Mělník.
Conrad III ayant été transféré à l'archidiocèse de Mayence, Adalbert III fut de nouveau élu comme archevêque le 19 septembre 1183. Cette fois l'empereur approuva et il put occuper son siège. Le pape Lucius III confirma les privilèges de son église et sa suprématie sur l’évêché de Gurk en Carinthie par la charte du 3 décembre 1184. Son successeur Célestin III lui accorda la dignité de légat apostolique pour sa province ecclésiastique. Sur le plan international, l’intervention d’Adalbert auprès de son parent le duc d'Autriche Léopold V de Babenberg en faveur du roi d’Angleterre Richard Cœur de Lion fut couronné de succès. En mars 1198, il a participé à l'élection de Philippe de Souabe.
Adalbert III mourut le 8 avril 1200 ; il est enterré dans la cathédrale Saint-Rupert de Salzbourg.